# Aenigmomphiscola kazakhstanica
Aenigmomphiscola kazakhstanica is een slakkensoort uit de familie van de Lymnaeidae. De wetenschappelijke naam van de soort is voor het eerst geldig gepubliceerd in 1981 door Kruglov & Starobogatov.